# ごじ☆えもん
ごじ☆えもん（ごじえもん）はNHK高松放送局が香川県内向けに放送していた夕方の若者向け情報番組。

## 放送概要
放送開始は2003年。NHK四国ブロック内で1999年から17時台に放送されていた「てれごじ。」が前身にあたる。その後タイトルはそのままで四国各県の独自放送となった。松山局と高知局が報道情報番組に衣替えする中で高松局は2003年3月の「てれごじ。」終了～「ごじ☆えもん」としてスタートの後も、裏で放送されている「ニュースプラス1（現・news every.）」「eVENING 5（2005年4月より〈現・Nスタ〉、それ以前は自社ワイド番組）」「スーパーJチャンネル」といった在京民放のニュースワイドショー番組を向こう側に回して、若者向けの番組を続けていた（ちなみに徳島局も同じく若者向け番組「あわメロ」を2006年10月現在も放送している。また「スーパーニュース（現・イット!）」は番組終了後と同じ2006年3月までは18時台からだった）。当時民放で17時台に若者向け生番組を編成しているのは独立UHF局を除いたらテレビ東京の「ぶちぬき（現・スキバラ枠）」くらいであった。
その後、月曜日から金曜日までの平日17:10～19:00に放送していた帯番組の情報ワイド いきいき香川の第1部を構成する番組で17:10 - 18:00に放映されていた。（大相撲、高校野球、国会開催日除く）
『情報ワイド いきいき香川』の第2部を構成する『ニュースアップ』が放送当日に香川県内で起きた出来事や話題等を紹介する報道系番組であるのに対して、『ごじ☆えもん』は県内の若者向けにFAXや電子メールによるリクエストに応えてプロモーションビデオ(PV)の全編放送や、若手のお笑い芸人コーナー、若者向けのトレンド情報コーナーを交えたマガジンスタイルをとった。
年に数回、夏祭りイベントやクリスマス（2005年は12月22日で大雪関連のニュース延長で16:10から）等で16:05から2時間スペシャル番組を放送した。
春改編に伴い、東京発の情報番組をネットする関係で2006年3月10日で最終回となり、後枠は首都圏局「ゆうどきネットワーク第1部」と「ニュースアップ」の後継「ゆうどき香川がいっぱい」を17時台は分割して放送するために、若者向け枠は徳島局「あわメロ」のみに。
4月からは同じスタイルをとる番組「ゆるタル」が毎週土曜日午前10:05から放送されている。

### コーナー

#### お笑い芸人コーナー
- 今日の芸人としてお笑い芸人を紹介する
  - ごじ☆場所　お笑い番付（月曜日）
  - 芸人ごじ☆ライブ （月曜日）
  - 嗚呼！芸人人生（月曜日）

#### トレンド情報コーナー
- 『恋人がうどん屋さん』: 番組レギュラーが県内の讃岐うどんの店をレポートする。
- GO!GO!シネマパラダイス: 映画紹介（金曜日）
- おしゃれ☆スナイパー: スタイリストがナビゲータをつとめファッションを紹介する。（金曜日）

### 出演者

#### レギュラー
- TIGER: 関口泰雅（せきぐち たいが　1974年6月1日 - ）※2度目の赴任中
- 藤岡英里（ふじおか えり ）※7月現在、「スーパーニュース」のリポーターで出演。
- 河田真依（かわた まい　1981年11月10日 - ）※「ゆるタル」に出演。また「おはよう四国」などのコーナーで香川のネタの際リポーターでVTR出演。

#### 過去のレギュラー
- KEN2（ケンジ）:山田賢治（やまだ　けんじ）※現在は東京アナウンス室、　「ハートネットＴＶ」キャスター
- KAN2（カンジ）:澗隨操司（かんずい　そうし）※KEN2欠席時の代理。現在は佐賀放送局

#### 番組キャラクタ
- ごじ☆えもん: 身長112.2cm、体重253kgのキャラクタ
- ウッシシ: 身長34.4cm、体重42gのキャラクタ

#### 月曜日
- baseよしもとの若手芸人

#### 火曜日
- Mr.ホルモン

#### 水曜日
- タマル: 大西亮（おおにし りょう）、宮武幸恵（みやたけ さちえ）
- DUKE: 長田亜子(ながた あこ）、日笠修（ひかさ おさむ）

#### 木曜日
- アラン・ウルフ (Alan Woolfe)

#### 金曜日
- シネマコーディネーター: 河西末企（かわにし まき）
- ホール・ソレイユ: 岡雅仁（おか まさひと）
- ワーナー高松: 豊島隆文（としま　たかふみ）
- スタイリスト: 山下アキ（やました あき）

### スタッフ
- プロデューサー: Wプロデューサー
- ディレクター: たけうち、ta、Oh!Happy!
- 演出: おさきひろかず
- 現場監督: Umichan
- カメラ: よしおちゃん
- 音声: ひとみん
- プログラムディレクター: ナンスィー （おおいし あやか ）
- テロップ、効果音、フロアディレクター、SOUND NAVI: ayayayaya
- テロップ: みえみえこ、甘利彩子
- デザイン: ぱつMAX

- Tigerの手下・ぱしり: Black Tiger (おおいし あやか？)
- 叔母: こにし （小西あずみ）
- ごじ☆えもんの親: あやぴん
- FAQ・食料&グッズ調達・Macの伝道師・防衛軍: 屋島の父＠小林

### 主題歌・挿入歌
- エンディングテーマ: 『Freak into The Music』、演奏: Smorgas